# 布賴恩縣 (喬治亞州)
布賴恩縣（英語：Bryan County）是美國喬治亞州東南部大西洋岸的一個縣。面積1,177平方公里。根據美國2000年人口普查，共有人口23,417人。縣治彭布羅克（Pembroke）。
成立於1793年12月19日。縣名紀念美國獨立戰爭游擊隊員約納丹·布賴恩（Jonathan Bryan）。